# 欧洞乡
欧洞乡，是中华人民共和国广西壮族自治区来宾市忻城县下辖的一个乡镇级行政单位。

## 行政区划
欧洞乡下辖以下地区：
欧洞村、林况村、里苗村和永合村。